# Christine McCafferty
Christine McCafferty, född 14 oktober 1945, är en brittisk Labourpolitiker. Hon var parlamentsledamot för valkretsen Calder Valley från valet 1997 till 2010.